# La Chapelle-d’Aurec
La Chapelle-d’Aurec település Franciaországban, Haute-Loire megyében. Lakosainak száma 1111 fő (2022. január 1.). La Chapelle-d’Aurec Aurec-sur-Loire, Bas-en-Basset, Malvalette, Monistrol-sur-Loire és Pont-Salomon községekkel határos.

## Népesség
A település népességének változása:
| Lakosok száma | 243  | 311  | 406  | 778  | 941  | 984  | 1019 | 1054 | 1072 | 1111 |
|               | 1968 | 1982 | 1990 | 2006 | 2013 | 2015 | 2017 | 2019 | 2020 | 2022 |